# 奧斯汀·布萊斯
奧斯汀·布萊斯（英語：Austin Brice、1992年6月19日—），為前美國職棒大聯盟的投手。他生涯曾效力過馬林魚、紅人、紅襪與海盜等隊。他在2016年8月12日於邁阿密馬林魚登上大聯盟。
布萊斯是首名於香港出生的大聯盟球員。

## 職棒生涯

### 邁阿密馬林魚
在2010年美國職棒大聯盟選秀，高中生的布萊斯被邁阿密馬林魚在第9輪選進，與球隊簽下小聯盟合約。他參與數年小聯盟比賽累積經驗及改善技術。
布萊斯於2016年8月9日被召上大聯盟名單。布萊斯全季總共上陣15場，沒有取得勝投 (1負)，防禦率為7.07。

## 外部連結
- 球員資訊和成績在MLB ，ESPN ，Retrosheet ，Baseball Reference ，Baseball Reference (Minors) ，Fangraphs ，The Baseball Cube （英文）